# I Colby
I Colby (The Colbys o Dynasty II: The Colbys) è stato un serial statunitense prodotto da Aaron Spelling ed è lo spin-off della serie televisiva Dynasty. 
Cancellata dopo due stagioni, per i deludenti dati di ascolto, la serie rimase praticamente incompiuta, e lasciò molte storie a metà. In compenso gli attori John James e Emma Samms tornarono a interpretare i loro personaggi nella serie Dynasty da dove peraltro erano venuti. Li seguirono a ruota libera le due new entry Stephanie Beacham e Tracy Scoggins.
Tra le guest star presenti ci furono Michael Parks e Ray Wise. La colonna sonora  venne composta da Bill Conti. I Colby rappresentò anche l'ultimo ruolo per Barbara Stanwyck.
Vincitrice di un People's Choice Awards e di un telegatto, la serie trasmessa per la rete ABC tra il 1985 e il 1987, in Italia ottenne visibilità grazie alla trasmissione su Canale 5.

## Trama
La trama narra delle avventure della famiglia Colby: Jason, sua moglie Sable (in passato Jason ebbe una relazione con la sorella della moglie, Francesca, che poi sposò il fratello di Jason, Philip) e i loro tre figli Miles, Monica e Bliss. La storia vede Sable ostacolare Jeff, il figlio di Philip, che cerca il suo antico amore Fallon Carrington, vittima di un incidente e scomparsa anni prima.
La storia dei Colby inizia nella serie sorella Dynasty, dove una smemorata Fallon incontra e s'innamora di Miles, interpretato da Maxwell Caulfield, il quale dopo una breve frequentazione la sposa.
Successivamente nella nuova soap, I Colby, Miles porta Fallon a casa per presentarla alla sua famiglia. Qui si vede Jeff riconoscere la sua ex moglie e iniziare uno scontro con Miles per riottenere il suo antico amore. Miles venuto a sapere la verità da Jeff circa l'identità di sua moglie non accetta di perderla e cerca in tutti i modi di difendere il suo matrimonio. Così dopo un alternarsi di situazioni, Fallon, che si è nel frattempo ristabilita, lascia Miles per tornare con Jeff, sposando quest'ultimo in un suggestivo matrimonio e riprendere con lui la loro vecchia storia.
Nel frattempo Miles, dopo aver superato la crisi seguita alla fine del suo primo matrimonio, conosce una giovane ragazza, Chenning, che dopo una breve frequentazione sposa a Las Vegas. Tuttavia questo nuovo matrimonio risulta turbato dalla gelosia di Chenning nei confronti del vecchio amore del marito, Fallon, da lui mai dimenticato. A complicare la situazione c'è la nascita del secondo figlio di Fallon, la cui paternità è incerta fra Jeff e Miles e che solo alla fine si accerta essere di Jeff. A ciò si aggiunge la riluttanza di Chenning nel volere un figlio, il che, dopo continue discussioni fra lei e Miles, è la causa della fine del loro matrimonio.
Al triangolo Jeff-Fallon-Miles va in parallelo il triangolo Sable-Jason-Francesca, genitori di Jeff e Miles. In quest'ultimo triangolo si vede inizialmente Jason, sposato da molti anni con Sable da cui ha avuto tre figli, ma il cui matrimonio è in una fase di stanchezza. Successivamente entra in scena Francesca, madre di Jeff, tornata a Los Angeles su richiesta di Connie, sorella di Jason, per aiutare il figlio a superare una certa situazione. Durante la permanenza di Francesca, però, si scopre che Jeff è figlio di lei e di Jason e non di Philp come si credeva fino a quel momento. A questo punto la gelosia di Sable, che vede il proprio matrimonio in pericolo, fa il resto. La donna cerca in ogni modo di allontanare la sorella Francesca dalla sua vita e da quella del marito, che nel frattempo a causa della scoperta di essere il padre di Jeff si riavvicina inesorabilmente alla sua ex amante. Dopo una serie di vicissitudini, la situazione finisce con il divorzio di Jason e Sable e il definitivo riconciliamento di Jason e Francesca, che decidono a questo punto di sposarsi.
Durante la cerimonia nuziale però, il matrimonio viene interrotto dal ritorno di Philip, fratello di Jason. L'uomo, creduto morto per anni, è invece ben vivo e desideroso di vendicarsi del fratello Jason. Per questo motivo Philip si riavvicina a Francesca scatenando l'ira di Jason. La situazione precipita quando Philip, accecato dall'odio, rapisce Francesca, e Jason, cercando di liberare la donna, lo insegue in elicottero, provocandone involontariamente un incidente nel quale sia Philip che Francesca perdono la vita. Fallon si mette anch'essa sulle tracce di Frankie, ma finisce fuori strada nel deserto, dove viene rapita dagli alieni.
A questo punto la storia dei Colby a causa dei bassissimi ascolti finisce e viene cancellata come serie a sé stante, e alcuni personaggi confluiscono e proseguono nel serial TV gemello Dynasty.

## Personaggi

### Personaggi principali
- Charlton Heston: Jason Colby
- Barbara Stanwyck: Constance Colby Patterson
- Stephanie Beacham: Sabella "Sable" Scott Colby
- John James: Jeff Colby
- Emma Samms: Fallon Carrington Colby
- Katharine Ross: Lady Francesca Scott Colby Hamilton Langdon
- Tracy Scoggins: Monica Colby
- Maxwell Caulfield: Miles Colby
- Claire Yarlett: Bliss Colby
- Ricardo Montalbán: Zachary Powers

### Personaggi secondari
- Joseph Campanella: Hutch Corrigan
- Ken Howard: Garrett Boydston
- Kim Morgan Greene: Channing Carter Colby
- Adrian Paul: Nikolai Rostov
- James Houghton: Cash Cassidy
- Shanna Reed: Adrienne Cassidy
- Coleby Lombardo: Scott Cassidy

## Episodi
| Stagione         | Episodi | Prima TV originale | Prima TV Italia |
| ---------------- | ------- | ------------------ | --------------- |
| Prima stagione   | 24      | 1985-1986          | 1987-1988       |
| Seconda stagione | 25      | 1986-1987          | 1988            |